# 開田高原マイアスキー場
開田高原マイアスキー場（かいだこうげんマイアスキーじょう）は、長野県木曽郡木曽町開田高原にあるスキー場である。
｢マイア／MIA」とは、ラテン語のMemoria In Aeterna［メモリア・イン・アエテルナ］の頭文字を並べたもので「永遠に記憶に残る」を意味している。

## 特徴
御嶽山北東側山麓に位置し、ゲレンデ最上部は標高2,120mにあるため、非常に気温が低く、また海から離れた内陸部のため降雪量は多く無いものの雪質は日本でもトップクラスのパウダースノーである。実際、このスキー場にほど近い気象庁の観測地点「開田高原」では、歴代最低気温-22.0度を観測している。
まれに3月後半のシーズン終了間際にも、ふわふわの雪煙が舞い上がるゲレンデを味わえることもある。

## 歴史
- 1996年（平成8年）12月[2]：長野県・旧開田村・清水建設などの出資による第三セクター「開田高原開発株式会社」により開設[要出典]。
- 2002年（平成14年）：清水建設が撤退。開田高原開発を解散し、新たに旧開田村が98%出資する第三セクター「株式会社マイア」を設立し、開田高原開発に代わり運営[要出典]。
- 2011年（平成23年）：きそふくしま（当時）、開田高原マイア、御岳ロープウェイの運営会社が合併し、アスモグループ株式会社が発足[4]。同社が指定管理者となる[4]。
- 2019年（令和元年）：開田高原マイアスキー場と御岳ロープウェイの2施設がアスモグループ株式会社の運営となり、きそふくしまスキー場は株式会社nationの運営となる[5]。
- 2022年（令和4年）
  - 7月7日：アスモグループ株式会社が開田高原マイアスキー場と御岳ロープウェイの2施設の指定管理者の解除を申し入れ[4]。
  - 10月11日：開田高原マイアスキー場を岐阜県加茂郡富加町に本社を置く豊実精工に無償譲渡[6][7][8][9]。

- 2025年  (令和7年)
  - 5月21日：開田高原マイアスキー場経営権を東京都渋谷区に本社を置く合同会社マイア・リゾートへ移管

## ゲレンデ

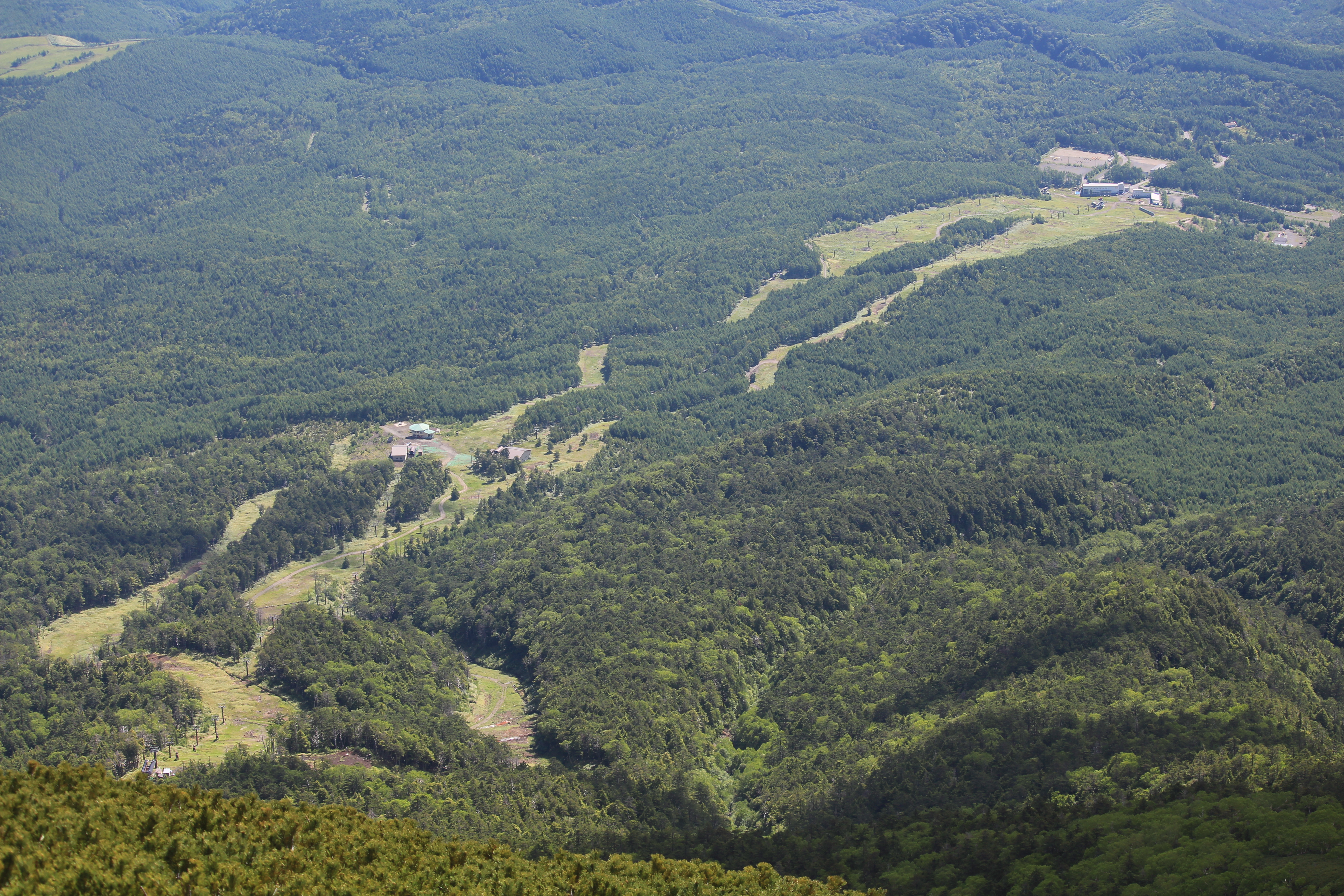
御嶽山の継子岳から望む開田高原マイアスキー場

ゲレンデは6コースあり、最長滑走距離は3,200 mとなっている。なお、ナイター設備は設置されておらず、営業は日中のみとなる（8:30 - 16:30）。
- ジャンボフットゲレンデ北（初級・中級者向け,900m）[1]
- ジャンボフットゲレンデ南（初級・中級者向け,900m）[1]
- フォクシーコース（初級・中級者向け,950m）[1]
- プリマコース（初級・中級者向け,880m）[1]
- スカイハイコース（中級・上級者向け,1,350m）[1]
- ブルーダイヤモンドコース（中級・上級者向け,1,350m）[1]
- キッズゲレンデ（動く歩道を設置、休日のみ稼働）[1]

## リフト
3基のリフトが設置されている（1基は休止中）。
- 第1高速クワッドリフト

（距離:1655m）（高低差:264m）
- 第2高速ペアリフト

（距離:1241m）（高低差:302m)
- 第3ペアリフト

(休止中)（距離:822m)（高低差:不明）

## 施設
- センターハウス
  - レストラン シンフォニー
- TEE HORN（ティーホルン、回転レストハウス）
- 駐車場：1000台（無料、24時間利用可能）[1]

## アクセス
自動車
- E19 中央自動車道 中津川ICより47km約90分。
- E19 中央自動車道 伊那ICより80km約60分。

公共交通機関（鉄道）
- 東海旅客鉄道（JR東海）中央本線 木曽福島駅よりタクシーで約40分[1]、または同駅からの無料送迎バス（事前予約が必要）。